# Who's Quentin?
Who's Quentin? és una pel·lícula luxemburguesa realitzada el 2005 i dirigida per Sacha Bachim.

## Repartiment
- Steve Hoegener - Kevin
- Patrick Brücher - Knaschti
- Carole Biren - Zoé
- Claude Kremer - Samson
- Alexandra Linster - Lady in Black
- Maik Müller-Wulff - The Voice
- Marc Weidert - Petrus /Kleeschen
- Tammy Schmitz - Schutzengel /Felix